# Comité pour un parlement mondial
Le Comité pour un parlement mondial (COPAM), basé à Paris, est une organisation présidée par Olivier Giscard d'Estaing créé en 1995 afin de soutenir la création d'un parlement mondial.

## Objectif
Le Comité d'action pour un Parlement Mondial a pour objectif l'Établissement d’une Assemblée Parlementaire des Nations unies (CEUNPA). Cette décision suit une réunion entre son Président et le Chef du Secrétariat CEUNPA, Andreas Bummel, à Paris. Au sein du comité Honoraire de l'organisation, on peut compter plus de 20 personnalités, anciens chefs d'État ou de gouvernement. 